# Protobúlgars

Victoriosos soldats protobúlgars assassinen als seus oponents romans d'orient (bizantins), del Menologi de Basili II,.

Els protobúlgars van ser tribus turques guerreres seminòmades que van aparèixer a l'estepa póntica-caspia i la regió del Volga durant el segle VII. Lingüísticament, la llengua protobúlgara seria la mateixa dels onogurs, sent els protobúlgars descendents d'aquests, teoria recolzada parcialment per escrits ostrogots i grecs de l'època que els deien indistintament huns. Al segle VII van formar un estat a l'Estepa Pòntica: la Gran Bulgària, que s'estenia entre els mars Caspi i Negre. Anys després es van imposar als Balcans com a classe dominant del Primer Imperi Búlgar i entre els rius Kama i Volga on van fundar la Bulgària del Volga.

## Etimologia
Suposadament, el nom búlgar es deriva del verb turqués bulğa "per combinar", "agitar", remenar i els seus derivats bulg arians "revolta", "desordre" Una altra teoria és que el nom búlgar es deriva del verb búlgar "lluminós".